# Anthony Pesela
Anthony Pesela (* 9. Juni 2002) ist ein botswanischer Sprinter, der sich auf den 400-Meter-Lauf spezialisiert hat. 2022 wurde er mit der botswanischen 4-mal-400-Meter-Staffel in Port Louis Afrikameister und 2024 gewann er in Paris bei den Olympischen Spielen die Silbermedaille.

## Sportliche Laufbahn
Erste Erfahrungen bei internationalen Meisterschaften sammelte Anthony Pesela im Jahr 2021, als er bei den U20-Weltmeisterschaften in Nairobi mit neuem Meisterschaftsrekord von 44,58 s die Goldmedaille über 400 Meter gewann und sich auch mit der botswanischen 4-mal-400-Meter-Staffel in 3:05,22 min die Goldmedaille sicherte. Im Jahr darauf schied er bei den Afrikameisterschaften in Port Louis mit 21,01 s im Halbfinale im 200-Meter-Lauf aus und siegte in 3:21,85 min gemeinsam mit Collen Kebinatshipi, Leungo Scotch und Bayapo Ndori im Staffelbewerb. Anschließend schied er bei den Weltmeisterschaften in Eugene mit 47,36 s in der ersten Runde aus und schied anschließend bei den Commonwealth Games in Birmingham mit 47,63 s im Halbfinale aus. Zudem gewann er in 3:01,85 min gemeinsam mit Leungo Scotch, Zibane Ngozi und Bayapo Ndori die Silbermedaille hinter dem Team aus Trinidad und Tobago. Bei den World Athletics Relays 2024 auf den Bahamas verpasste er mit der Mixed-Staffel eine Direktqualifikation für die Olympischen Spiele in Paris. Anschließend belegte er im Juni bei den Afrikameisterschaften in Douala in 46,17 s den sechsten Platz über 400 Meter. Im August gewann er bei den Olympischen Sommerspielen in Paris mit neuem Afrikarekord von 2:54,53 min gemeinsam mit Bayapo Ndori, Collen Kebinatshipi und Letsile Tebogo die Silbermedaille hinter dem US-amerikanischen Team.
In den Jahren von 2022 bis 2024 wurde Pesela botswanischer Meister im 200-Meter-Lauf sowie in der 4-mal-400-Meter-Staffel und 2023 über 400 Meter.

## Persönliche Bestzeiten
- 200 Meter: 20,28 s (−0,8 m/s), 15. Mai 2022 in Francistown
- 300 Meter: 33,20 s, 6. Februar 2024 in Potchefstroom
- 400 Meter: 44,58 s, 21. August 2021 in Nairobi